# Alan Ogorzałek
Alan Ogorzałek (ur. 4 czerwca 2003 r.) – polski pływak z niepełnosprawnością, brązowy medalista mistrzostw Europy - Madera 2021 r., brązowy medalista mistrzostw Świata - Manchester 2023 r. Dwukrotny rekordzista Europy na dystansie 400 m stylem zmiennym (Puchar Świata w Berlinie 2023 r. i 2024 r.). Mistrz Świata Juniorów 2021 r. World Series. Od 2019 r. wielokrotny medalista Pucharów Świata w Berlinie, Lignano Sabbiadoro, Manchester. Wielokrotny mistrz i rekordzista Polski w kat. S10 na dystansach: 100 m, 200 m, 400m stylem dowolnym, 200 m stylem zmiennym, 100 m i 200 m stylem motylkowym. Trzykrotny finalista Igrzysk Paralimpijskich w Tokio 2020 r. (miejsca 6, 8,8) i w Paryżu 2024 r. (miejsca 6,7,8). W 2023 r. zdobył brązowy medal na zawodach Open Water na Sardynii.

## Życiorys
Alan urodził się z wrodzoną wadą stóp. Przygodę z pływaniem rozpoczął w wieku 10 lat w Młodzieżowym Klubie Sportowym Juvenia Wrocław. Po czterech latach zmienił klub na Śląsk Wrocław. Uczęszczał do Szkoły Mistrzostwa Sportowego, reprezentując również Start Wrocław. Obecnie student Akademii Wychowania Fizycznego im. Polskich Olimpijczyków we Wrocławiu na kierunku Wychowanie Fizyczne, reprezentant klubu AZS AWF Wrocław na akademickich zawodach pływackich AZS Swimming Cup. Złoty medalista Dolnośląskiej Ligi Międzyuczelnianej 2024 r. Złoty i dwukrotny brązowy medalista Memoriału Marka Petrusewicza, prestiżowych, międzynarodowych zawodów pływacki, odbywających się corocznie we Wrocławiu (2021 r. - złoto, 2019 r. i 2022 r.- brąz).
Od 2018 roku jest członkiem kadry narodowej w pływaniu. Następnego roku wystąpił na mistrzostwach świata w Londynie mając 16 lat. Wystąpił w dwóch finałach na tych zawodach, dwukrotnie zajmując w nich ósme miejsca.  
W 2019 r. został stypendystą programu PROMOVERE TALENTA dla najbardziej uzdolnionych Wrocławianek i Wrocławian. Wyróżniony w 2020 r., przez Dyrektora Zespołu Szkół Ekonomoczno-Ogólnokształącacyh we Wrocławiu WKS Śląsk Wrocław – sekcja pływanie, za wybitne osiągnięcia pływackie. W tym samym roku uczestniczył w programie #boMisiechce, wspierającego i motywującego do działania. Otrzymał wyróżnienie od Ministra Edukacji Narodowej w roku szkolonym 2019/2020 za wybitne osiągnięcia sportowe, a w roku szkolnym 2021/2022 za wybitne osiągnięcia edukacyjne zdobył wyróżnienie od Ministra Edukacji i Nauki. 
W Plebiscycie Sortowym Gazety Wrocławskiej, w 2022 r. otrzymał pierwsze miejsce w kategorii Sportowiec Roku we Wrocławiu, w powiecie wrocławskim oraz w województwie dolnośląskim<. W Plebiscycie Polski 2021 r. Plebiscyt „Przeglądu Sportowego” otrzymał pierwsze miejsce w kategorii Sportowiec Roku. W XXX Plebiscycie Życia Akademickiego AWF im. Polskich Olimpijczyków we Wrocławiu otrzymał wyróżnienie za Debiut Roku 2022. W kolejnym roku Rektor uczelni Pan Andrzej Rokita przyznał mu wyróżnienie dla sportowca w sporcie paralimpijskim.

## Wyniki
| Rok  | Zawody                   | Miejscowość | Konkurencja                   | Wynik         | Pozycja     |
| ---- | ------------------------ | ----------- | ----------------------------- | ------------- | ----------- |
| 2019 | Mistrzostwa świata       | Londyn      | 100 m stylem dowolnym (S10)   | 57,13 (el.)   | 11. miejsce |
| 2019 | Mistrzostwa świata       | Londyn      | 400 m stylem dowolnym (S10)   | 4:26,87       | 8. miejsce  |
| 2019 | Mistrzostwa świata       | Londyn      | 100 m stylem motylkowym (S10) | 1:02,46 (el.) | 11. miejsce |
| 2019 | Mistrzostwa świata       | Londyn      | 200 m stylem zmiennym (SM10)  | 2:23,18       | 8. miejsce  |
| 2021 | Mistrzostwa Europy       | Madera      | 100 m stylem dowolnym (S10)   | 54,92         | 5. miejsce  |
| 2021 | Mistrzostwa Europy       | Madera      | 400 m stylem dowolnym (S10)   | 4:15,11       | 3. miejsce  |
| 2021 | Mistrzostwa Europy       | Madera      | 100 m stylem motylkowym (S10) | 59,81         | 7. miejsce  |
| 2021 | Mistrzostwa Europy       | Madera      | 100 m stylem klasycznym (SB9) | 1:19,25 (el.) | 11. miejsce |
| 2021 | Mistrzostwa Europy       | Madera      | 200 m stylem zmiennym (SM10)  | 2:20,78       | 5. miejsce  |
| 2021 | Igrzyska paraolimpijskie | Tokio       | 100 m stylem dowolnym (S10)   | 55,45         | 8. miejsce  |
| 2021 | Igrzyska paraolimpijskie | Tokio       | 400 m stylem dowolnym (S10)   | 4:18,52       | 8. miejsce  |
| 2021 | Igrzyska paraolimpijskie | Tokio       | 100 m stylem motylkowym (S10) | 1:00,72 (el.) | 9. miejsce  |
| 2021 | Igrzyska paraolimpijskie | Tokio       | 200 m stylem zmiennym (SM10)  | 2:18,97       | 6. miejsce  |